# Seznam památných stromů v okrese Hodonín
Toto je seznam památných stromů v okrese Hodonín, v němž jsou uvedeny památné stromy na území okresu Hodonín.
| Název                                                  | Obrázek | Umístění                                             | Druh                                                  | Obvod [v cm] | Kód wikidata     | Galerie                                                           | Poznámka |
| ------------------------------------------------------ | ------- | ---------------------------------------------------- | ----------------------------------------------------- | ------------ | ---------------- | ----------------------------------------------------------------- | --- |
| Lípa u vinných sklepů – Stará hora †                   |         | Blatnice pod Svatým Antonínkem                       | lípa malolistá                                        | 290          | 100958           |                                                                   | Podél cesty v památkově chráněné rezervaci vinných sklepů; status památného stromu zrušen k 6. lednu 2010                                                        |
| Hausnerova oskeruše                                    |         | Bohuslavice u Kyjova 49°3′10″ s. š., 17°7′33″ v. d.  | jeřáb oskeruše                                        | 297          | 105578 Q26790151 | Kategorie „Hausnerova oskeruše“ na Wikimedia Commons              | Na hranici pozemků mezi sady a vinicí |
| Bzenecká lípa                                          |         | Bzenec                                               | lípa velkolistá                                       | 0            | 100969 Q11706395 | Kategorie „Bzenecká lípa“ na Wikimedia Commons                    | V zámeckém parku, v blízkosti oplocení oddělující park od vinařské společnosti; stáří cca 900 let, řada legend a pověstí                                         |
| Žilkův dub                                             |         | Bzenec                                               | dub letní                                             | 484          | 100970 Q10294038 |                                                                   | Severovýchodně od základny Littner v lesním komplexu zvaném Doubrava; pověst o zbojníkovi Žilkovi                                                                |
| Domanínská lípa                                        |         | Domanín                                              | lípa malolistá                                        | 440          | 105283 Q26789764 |                                                                   | V obci, mezi čp. 213 a čp. 12 |
| Dub letní †                                            |         | Dubňany 48°55′12″ s. š., 17°3′50″ v. d.              | dub letní                                             | 540          | 100974           |                                                                   | 1,4 km jihozápadně směrem od Dubňan, mezi silnicí Dubňany-Mutěnice; v r. 2003 strom mrtvý, zbylo jen torzo, návrh na zrušení, zrušovací rozhodnutí nebylo vydáno |
| Památný strom v parčíku Hýsly                          |         | Hýsly 49°2′0″ s. š., 17°10′42″ v. d.                 | jasan ztepilý                                         | 630          | 100973 Q26786405 | Kategorie „Památný strom v parčíku Hýsly“ na Wikimedia Commons    | V bývalém parčíku zámečku Dolní Moštěnice, Na křižovatce silnic Hýsly-Moravany a Kostelec-Vřesovice                                                              |
| Lípy u Hrubého potoka                                  |         | Javorník 48°51′46″ s. š., 17°31′58″ v. d.            | lípa malolistá (2)                                    | 0            | 105360 Q26779183 | Kategorie „Lípy u Hrubého potoka“ na Wikimedia Commons            | V obci na travnaté ploše mezi místní komunikací a potokem; dvě památné lípy                                                                                      |
| Kelčanské lípy u dřevěného kříže                       |         | Kelčany                                              | lípa malolistá (3)                                    | 0            | 104694 Q26779180 | Kategorie „Kelčanské lípy u dřevěného kříže“ na Wikimedia Commons | Mimo zastavěné území obce, u dřevěného kříže na travnaté ploše v trati "Újezd pod vinohrady", která navazuje na východní cíp lesa Chrást; 3 chráněné lípy        |
| Kněždubské lípy                                        |         | Kněždub 48°53′15″ s. š., 17°23′58″ v. d.             | lípa velkolistá (3)                                   | 0            | 100966 Q26779186 |                                                                   | V obci v areálu hřbitova; 3 chráněné lípy |
| Nejedlíkova oskeruše                                   |         | Kněždub 48°52′27″ s. š., 17°24′52″ v. d.             | jeřáb oskeruše                                        | 290          | 100962 Q26786372 |                                                                   | Na louce asi 1,5 km jihovýchodně od obce |
| Lípa u nádraží v Kyjově                                |         | Kyjov 49°0′44″ s. š., 17°7′13″ v. d.                 | lípa velkolistá                                       | 555          | 105715 Q26790257 | Kategorie „Lípa u nádraží v Kyjově“ na Wikimedia Commons          | V blízkosti křižovatky ulic Nádražní a Dobrovského na oploceném pozemku objektu ČD                                                                               |
| Jagošova hruška                                        |         | Lipov                                                | hrušeň obecná                                         | 235          | 100957 Q26786350 |                                                                   | V lokalitě "Stará hora", asi 1,5 km jižně od obce Lipov |
| Novolhotská lípa                                       |         | Nová Lhota 48°51′55″ s. š., 17°35′30″ v. d.          | lípa velkolistá                                       | 560          | 100967 Q26786400 |                                                                   | V obci na hřbitově |
| Lípa u Tatarské cesty                                  |         | Petrov 48°52′0″ s. š., 17°17′10″ v. d.               | lípa velkolistá                                       | 320          | 100963 Q26786383 |                                                                   | U polní cesty asi 1 km jihozápadně od obce |
| Dub u Veličky ve Strážnici                             |         | Strážnice                                            | dub letní                                             | 514          | 100971 Q26786402 |                                                                   | Na okraji lesa, na pravém břehu Veličky, u polní cesty 2 km SZ od Strážnice                                                                                      |
| Dubové stromořadí I.                                   |         | Strážnice                                            | dub letní (74)                                        | 0            | 100968 Q26790846 | Kategorie „Dubové stromořadí I (Strážnice)“ na Wikimedia Commons  | Severně cca 1,8 km od mostu přes Veličku; 74 chráněných stromů                                                                                                   |
| Dubové stromořadí II.                                  |         | Strážnice                                            | dub letní (32)                                        | 0            | 100959 Q26790845 | Kategorie „Dubové stromořadí I (Strážnice)“ na Wikimedia Commons  | Severně cca 1,3 km od mostu přes Veličku; 32 chráněných stromů                                                                                                   |
| Dubové stromořadí Strážnice Žabné                      |         | Strážnice                                            | dub letní (22)                                        | 0            | 100972 Q26790844 |                                                                   | Na severním okraji obce podél cesty k zahrádkářské kolonii Horní Štěpanice, vpravo u silnice směr Strážnice-Bzenec; 22 chráněných stromů                         |
| Platanové stromořadí – Hlavní alej I Strážnice         |         | Strážnice                                            | dub letní (4) platan západní (101) jírovec maďal (10) | 0            | 100979 Q26790851 | Kategorie „Platanus avenue in Strážnice“ na Wikimedia Commons     | Na okraji lesního porostu, lemuje ochrannou hráz řeky Moravy; 50 chráněných stromů s obvodem kmenů od 165 cm do 225 cm                                           |
| Platanové stromořadí Mucharov II. – Strážnice          |         | Strážnice na Moravě                                  | platan západní (18)                                   | 0            | 100977 Q26790847 |                                                                   | Severně od Strážnice, zbytek aleje směřující kolmo na vodní tok Vesky; 18 chráněných stromů                                                                      |
| Stromořadí platanů,dubů a jírovců – Mucharov Strážnice |         | Strážnice na Moravě                                  | dub letní (4) platan západní (23) jírovec maďal (10)  | 0            | 100978 Q26790848 |                                                                   | Asi 2 km SSZ od Strážnice, část aleje lesního průseku kolmo směřujícího na silnici Strážnice-Bzenec-Přívoz; 37 chráněných stromů                                 |
| Adamcova oskeruše                                      |         | Strážnice na Moravě 48°52′ s. š., 17°19′37″ v. d.    | jeřáb oskeruše                                        | 458          | 100965 Q10379809 |                                                                   | V areálu vinic a zahrad v lokalitě "Žerotín", asi 400 m od kóty Žerotín                                                                                          |
| Karlova oskeruše                                       |         | Strážnice na Moravě 48°51′28″ s. š., 17°19′41″ v. d. | jeřáb oskeruše                                        | 337          | 100961 Q26786363 |                                                                   | Na louce cca 500 m jihovýchodně od kóty Žerotín, v lokalitě znavé "Šumědě"                                                                                       |
| Lípy pod Babylonem                                     |         | Strážovice                                           | lípa malolistá (4)                                    | 0            | 105577 Q26779178 |                                                                   | Čtyři památné lípy na okraji obce v lokalitě Stará Hora u křížku na pravé straně silnice směrem na Kyjov                                                         |
| Dub v Jiříkovci                                        |         | Tvarožná Lhota 48°51′29″ s. š., 17°24′14″ v. d.      | dub letní                                             | 460          | 100964 Q26786394 |                                                                   | Nedaleko potoka Járkovec, cca 400 m jihozápadně od hájenky Jiříkovec                                                                                             |
| Obecní dřín                                            |         | Tvarožná Lhota 48°51′50″ s. š., 17°22′37″ v. d.      | dřín obecný                                           | 330          | 105153 Q15290785 | Kategorie „Obecní dřín“ na Wikimedia Commons                      | Cca 1,25 km jv. za obcí, u silnice z Tvarožné Lhoty k VN Lučina                                                                                                  |
| Špirudova oskeruše                                     |         | Tvarožná Lhota 48°52′11″ s. š., 17°22′23″ v. d.      | jeřáb oskeruše                                        | 370          | 100960 Q13985866 | Kategorie „Špirudova oskeruše“ na Wikimedia Commons               | Na louce asi 500 m jihovýchodně od obce |
| Tomečkova oskoruša                                     |         | Tvarožná Lhota 48°52′14″ s. š., 17°22′21″ v. d.      | jeřáb oskeruše                                        | 278          | 104862 Q13985877 | Kategorie „Tomečkova oskoruša“ na Wikimedia Commons               | V soukromých sadech na severovýchodním svahu nad obcí |
| Lípy u Svatého Gerarda                                 |         | Vlkoš                                                | lípa malolistá (2)                                    | 0            | 104703 Q26779175 |                                                                   | Na okraji zastavěné části obce v trati "Díly u Hrušky" v lokalitě zvané Kradlov, na travnaté ploše vedle polní cesty u sochy sv. Gerarda; dvě památné lípy       |
| Památné lípy u křížku ve Vlkoši                        |         | Vlkoš                                                | lípa malolistá (6)                                    | 0            | 100976 Q26779172 |                                                                   | Severně od Vlkoše podél polní cesty, v lokalitě zvané "U tří svatých"; šest památných stromů s obvodem kmenů od 160 cm do 488 cm                                 |
| Památné lípy za obcí Vlkoš                             |         | Vlkoš                                                | lípa malolistá (4)                                    | 0            | 100975 Q26779171 |                                                                   | Na SV okraji obce u polní cesty, lokalita U tří svatých; 4 památné lípy                                                                                          |
| Lípy u sv. Antonínka                                   |         | Žeravice                                             | lípa malolistá (2)                                    | 0            | 100956 Q26779168 |                                                                   | Severně od obce, na křižovatce polních cest u kapličky sv. Antonínka s letopočtem 1806; dvě památné lípy                                                         |